# Serra de Codinet
La Serra de Codinet és una serra situada al municipi de Ribera d'Urgellet a la comarca de l'Alt Urgell, amb una elevació màxima de 805 metres.